# Berlino

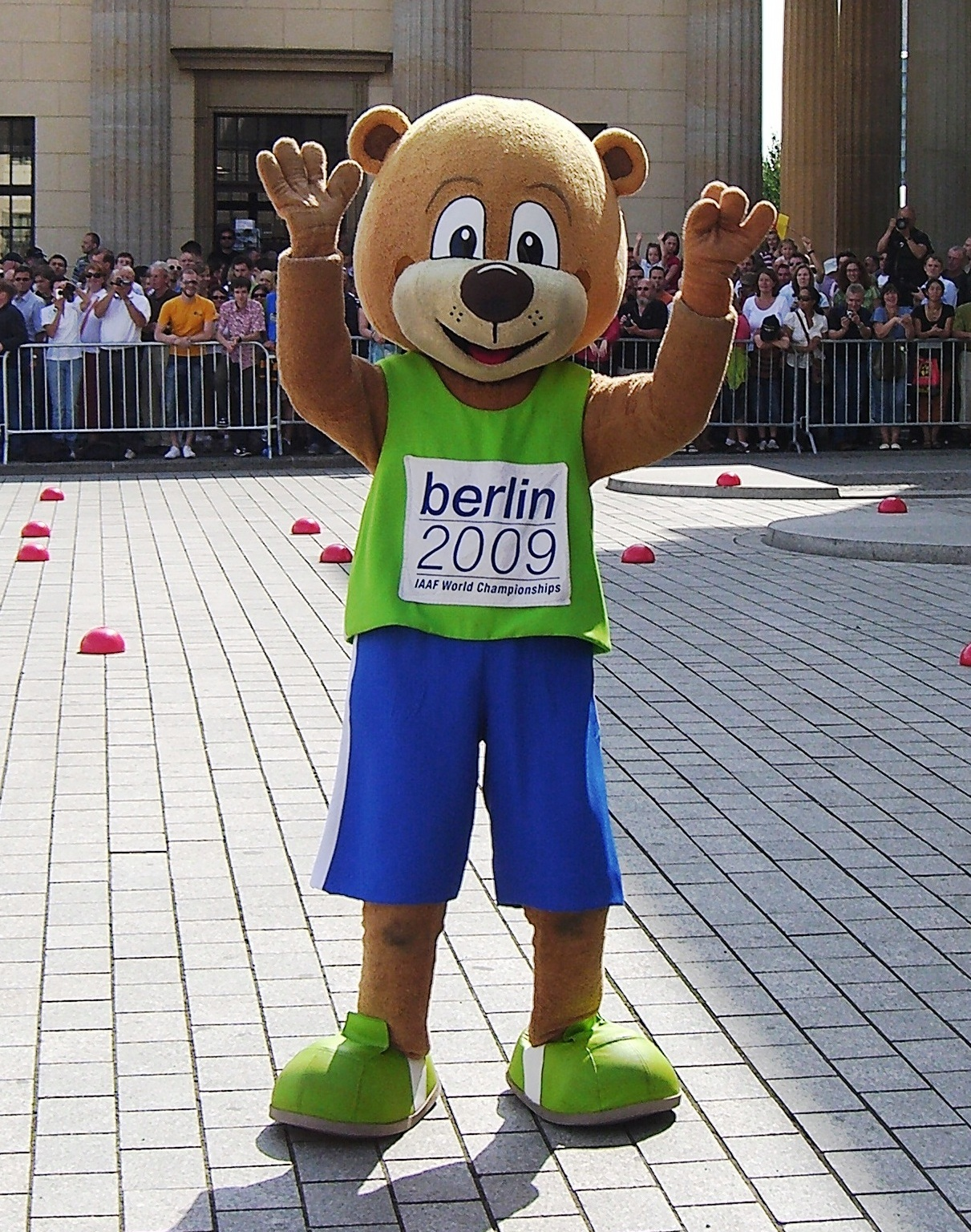
Berlino pod Bramą Brandenburską

Berlino – spersonifikowany niedźwiadek będący maskotką lekkoatletycznych mistrzostw świata, które w 2009 roku zorganizowano w Berlinie.
Imię dla maskotki wyłoniono w drodze konkursu zorganizowanego przez komitet organizacyjny mistrzostw świata.
Berlino był bardzo popularny wśród publiczności oraz zawodników i stał się prawdziwą gwiazdą mistrzostw. Swoją popularność zawdzięcza m.in. Usainowi Boltowi, który przed finałem biegu na 200 m założył koszulkę z napisem „Ich bin ein Berlino” (Jestem Berlino) – napis ten był aluzją do słów prezydenta USA Johna F. Kennedy’ego „Ich bin ein Berliner”. Dzień później maskotka ubrana była w koszulkę z napisem „Ich bin ein Bolt” (Jestem Bolt). Po mistrzostwach jamajski sprinter nazwał Berlino swoim przyjacielem i powiedział, że wymienił z niedźwiadkiem numer telefonu.
Brytyjski tygodnik „The Observer” wybrał misia maskotką roku 2009, a czytelnicy serwisu IAAF uznali, iż Berlino był najzabawniejszą maskotką w historii mistrzostw świata.